# ウィリアム・ステッフ
ウィリアム・ステッフ（William Steffe、1830年 - 1890年）は、リパブリック讃歌の作曲をした作曲家である。

## 来歴
ウィリアム・ステッフは、1830年に生まれた。
ステッフは、1856年ごろ、「Say, brothers, will you meet us / on Canaan's happy shore?」の歌詞から始まる「おお兄弟達よ、我らに会わないか（英語: Say, brothers, will you meet us）」を作曲した。
この曲は南北戦争初期、新たな歌詞が付けられ、北軍の行進曲「ジョン・ブラウンの屍（英語: John Brown's Body）」に使われ、また、1861年11月、ジュリア・ウォード・ハウによって詩を付けられ「リパブリック讃歌（英語: The Battle Hymn of the Republic）」として発表され、広く知られるようになった。

## 関連資料
- William A. Ward (ed.), The American Bicentennial Songbook, Vol. 1 (1770–1870s), 1975, page 236